# BlaBlaCar Bus

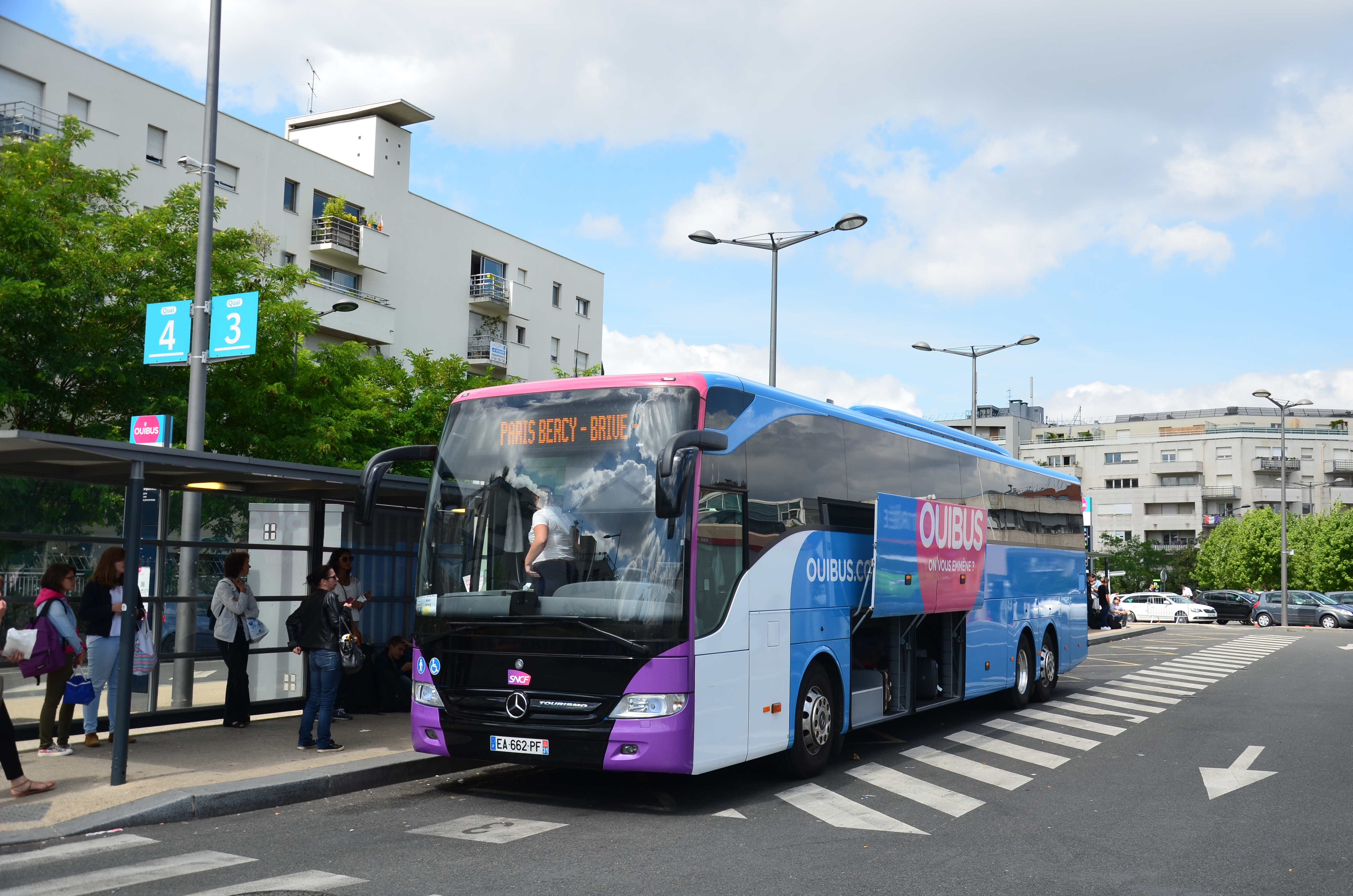
Ouibus Fernbusse vor dem Bahnhof Paris-Bercy.

Unter dem Namen BlaBlaCar Bus betreibt die französische Firma Comuto SA, nationale und internationale Fernbusverkehre; Comutos ursprüngliches Geschäft ist der Betrieb von Europas führender Mitfahrzentrale (unter der Marke BlaBlaCar). BlaBlaCar Bus wurde im Juli 2012 als Tochter der französischen Staatsbahn SNCF unter dem Namen Idbus gegründet, später in Ouibus umbenannt und im November 2018 an BlaBlaCar verkauft. 2018 umfasste das Angebot 300 Destinationen in 10 Ländern Europas.

## Geschichte

### Gründung als Tochter der SNCF
Im November 2011 unter dem internen Projektnamen „Speed“ erstmals öffentlich geworden, nahm das Unternehmen unter dem Ursprungsnamen iDBUS am 23. Juli 2012 den Betrieb auf. Von seinem ersten Hub am Bahnhof Paris-Bercy wurden Verbindungen nach Amsterdam, Brüssel, Lille und London angeboten. Nationaler Verkehr zwischen Paris und Lille ist seit dem 29. August 2012 gestattet.
Mit dem Start der Verbindungen nach Mailand und Turin wurde am 17. Dezember 2012 ein zweiter Hub am Bahnhof Lyon-Perrache geschaffen. Seit dem 24. Januar 2013 ist der nationale Verkehr ebenfalls zwischen Lyon und Paris-Bercy und dem Flughafen Paris-Charles de Gaulle gestattet. Seit dem 27. Mai 2013 bietet iDBUS ebenfalls eine Verbindung zwischen Marseille/Aix-en-Provence und Nizza, Genua und Mailand an.
Seit dem 14. Oktober 2013 ist eine Nachtverbindung zwischen Lyon-Perrache und Barcelona Teil des Streckenangebots.
Am 3. September 2015, kurz nach der Liberalisierung des Fernbusverkehrs in Frankreich, wurde das Unternehmen in Ouibus umbenannt. Auch wurde das Streckennetz massiv ausgebaut. Bis 2018 wurden 12 Millionen Passagiere transportiert; dabei hielt das Unternehmen einen Marktanteil von 40 % in Frankreich, hatte aber bei einem Umsatz von EUR 55 Mio. einen Verlust von EUR 35 Mio. im Jahr 2018.

### Übernahme durch BlaBlaCar
Im November 2018 wurde bekannt, dass BlaBlaCar Ouibus von der SNCF übernehmen werde, um das Streckennetz international auszubauen; gleichzeitig werde die SNCF und die historischen Teilhaber von BlaBlaCar eine Kapitalerhöhung von BlaBlaCar zeichnen; die SNCF ist daher fortan als Minderheitsaktionär an Comuto, dem Betreiber von BlaBlacar, beteiligt und werde auch in dessen Verwaltungsrat vertreten sein. Ziel sei es, effektiver in der Konkurrenz zum Privat-PKW antreten zu können. Ouibus wurde ab Juli 2019 effektiv bei BlablaCar integriert, und die Marke Ouibus wurde sukzessive aufgegeben; bereits im Juni 2019 lancierte das Unternehmen unter dem neuen Banner BlaBlaBus (seit März 2021 als BlaBlaCar Bus) seine ersten Linien in Frankreich, Belgien und Deutschland.
Im Oktober 2020 sah sich BlaBlaBus dann aufgrund der anhaltenden COVID-19-Pandemie dazu gezwungen, seinen Betrieb einzustellen. Der Betrieb wurde in Frankreich Ende März 2021, in Deutschland im Juni wieder aufgenommen. Gleichzeitig sicherte sich BlaBlaCar durch eine Kapitalerhöhung EUR 150 Mio. Mittel für eine weitere Expansion der Dienstleistungen.

### Logo

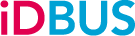
2012 bis 2015
2015 bis 2018
2018 bis 2021
Seit 2021